# Autostrada RA13 (Włochy)
Autostrada RA13 (wł. Autostrada Sistiana-Cattinara) – łącznik autostradowy w północnych Włoszech, w regionie Friuli-Wenecja Julijska.
Trasa łączy Duino-Aurisina z Triestem. Arteria jest długa 21,000 km.
Autostradą zarządza spółka "ANAS S.p.A.".